# Ebara-gun

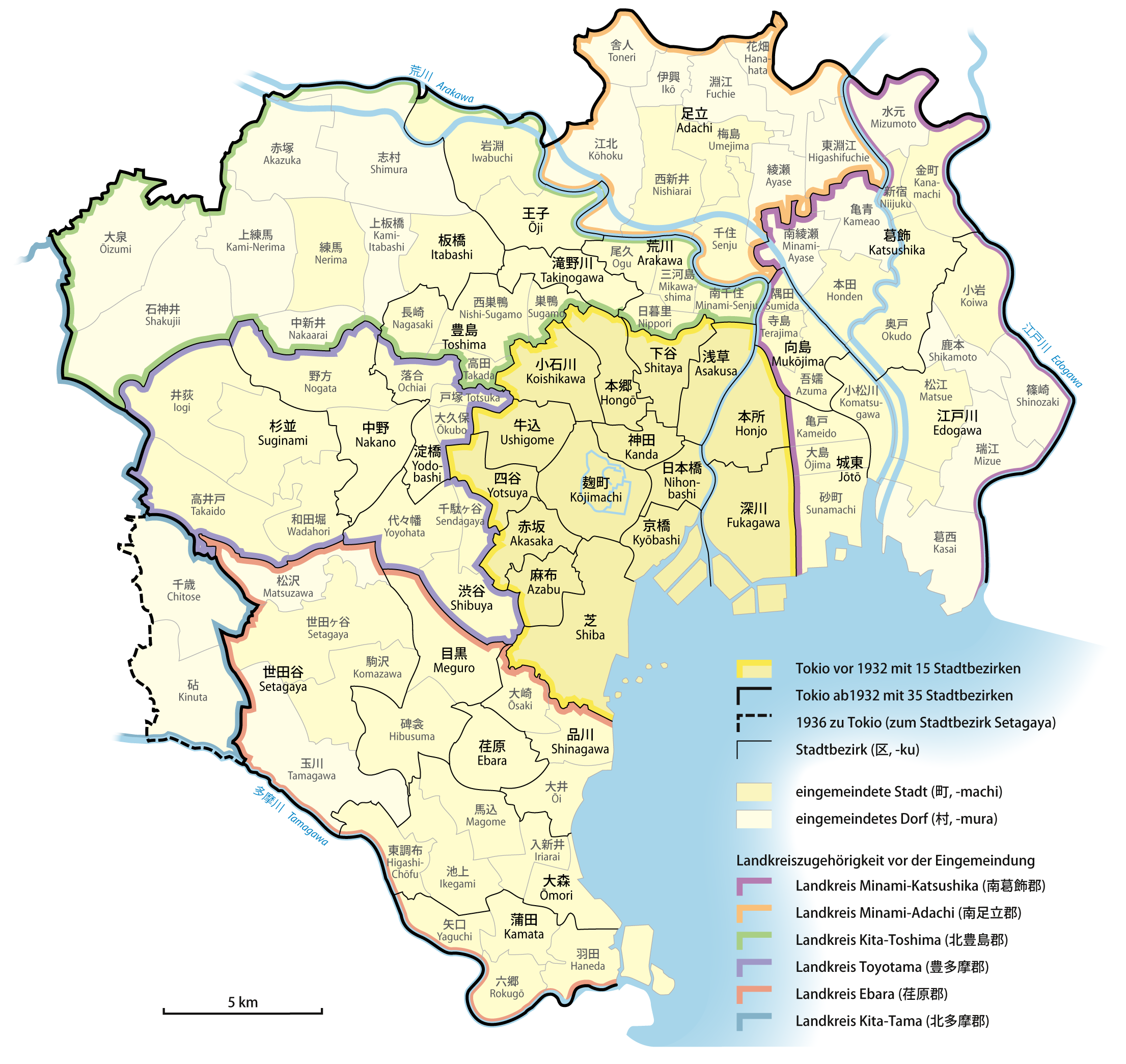
Eingemeindungen nach Tokio mit dem Landkreis Ebara (rot) im Südwesten

Ebara (jap. 荏原郡 Ebara-gun, Ehara no kōri) ist ein ehemaliger Landkreis in der japanischen Präfektur Tokio, davor ein Bezirk der Provinz Musashi. Sitz der Kreisverwaltung war die (Klein-)Stadt Shinagawa im Nordosten des Landkreises. 1932 wurden alle verbliebenen Gemeinden im Ebara-gun in die Stadt Tokio eingemeindet.
Der Kreis existierte mindestens seit dem 8. Jahrhundert, da im Man’yōshū die Gedichte #4415 und #4418 zwei Soldaten aus diesem Kreis als Autoren nennen.

## Gemeinden im Landkreis Ebara
kreisfreie Städte (shi) und „Sonderbezirke“ ([tokubetsu-]ku)
| ab 1. April 1889 | 1889–1912 (Meiji 22–45) | 1912–1926 (Taishō 1–14) | 1926–1944 (Shōwa 1–19)                                                 | 1926–1944 (Shōwa 1–19)                                                 | 1926–1944 (Shōwa 1–19) | 1926–1944 (Shōwa 1–19)                            | 1945–1964 (Shōwa 20–39)                            | 1945–1964 (Shōwa 20–39)    | 1965–1989 (Shōwa 40–64) | 1989–Gegenwart (Heisei) | heute     |
| ---------------- | ----------------------- | ----------------------- | ---------------------------------------------------------------------- | ---------------------------------------------------------------------- | ---------------------- | ------------------------------------------------- | -------------------------------------------------- | -------------------------- | ----------------------- | ----------------------- | --------- |
| Shinagawa        | Shinagawa               | Shinagawa               | 1. Oktober 1932 Eingemeindung in die Stadt Tokio Stadtbezirk Shinagawa | 1. Oktober 1932 Eingemeindung in die Stadt Tokio Stadtbezirk Shinagawa | Tokio                  | 1. Juli 1943 Bezirk Shinagawa der Präfektur Tokio | 15. März 1947 Bezirk Shinagawa der Präfektur Tokio | 3. Mai 1947 „Sonderbezirk“ | Shinagawa               | Shinagawa               | Shinagawa |
| Ōi               | 1. August 1908 machi    | Ōi                      | 1. Oktober 1932 Eingemeindung in die Stadt Tokio Stadtbezirk Shinagawa | 1. Oktober 1932 Eingemeindung in die Stadt Tokio Stadtbezirk Shinagawa | Tokio                  | 1. Juli 1943 Bezirk Shinagawa der Präfektur Tokio | 15. März 1947 Bezirk Shinagawa der Präfektur Tokio | 3. Mai 1947 „Sonderbezirk“ | Shinagawa               | Shinagawa               | Shinagawa |
| Ōsaki            | 1. August 1908 machi    | Ōsaki                   | 1. Oktober 1932 Eingemeindung in die Stadt Tokio Stadtbezirk Shinagawa | 1. Oktober 1932 Eingemeindung in die Stadt Tokio Stadtbezirk Shinagawa | Tokio                  | 1. Juli 1943 Bezirk Shinagawa der Präfektur Tokio | 15. März 1947 Bezirk Shinagawa der Präfektur Tokio | 3. Mai 1947 „Sonderbezirk“ | Shinagawa               | Shinagawa               | Shinagawa |
| Hirazuka         | Hirazuka                | 1. April 1926 machi     | 1. Juli 1927 Namensänderung Ebara                                      | 1. Oktober 1932 Eingemeindung in die Stadt Tokio Stadtbezirk Ebara     | Tokio                  | 1. Juli 1943 Bezirk Ebara der Präfektur Tokio     | 15. März 1947 Bezirk Shinagawa der Präfektur Tokio | 3. Mai 1947 „Sonderbezirk“ | Shinagawa               | Shinagawa               | Shinagawa |
| Meguro           | Meguro                  | 1. Dezember 1922 machi  | Meguro                                                                 | 1. Oktober 1932 Eingemeindung in die Stadt Tokio Stadtbezirk Meguro    | Tokio                  | 1. Juli 1943 Bezirk Meguro der Präfektur Tokio    | 3. Mai 1947 „Sonderbezirk“                         | 3. Mai 1947 „Sonderbezirk“ | Meguro                  | Meguro                  | Meguro    |
| Hibusuma         | Hibusuma                | Hibusuma                | 1. April 1927 machi                                                    | 1. Oktober 1932 Eingemeindung in die Stadt Tokio Stadtbezirk Meguro    | Tokio                  | 1. Juli 1943 Bezirk Meguro der Präfektur Tokio    | 3. Mai 1947 „Sonderbezirk“                         | 3. Mai 1947 „Sonderbezirk“ | Meguro                  | Meguro                  | Meguro    |
| Ōmori            | 20. Juli 1897 machi     | Ōmori                   | Ōmori                                                                  | 1. Oktober 1932 Eingemeindung in die Stadt Tokio Stadtbezirk Ōmori     | Tokio                  | 1. Juli 1943 Bezirk Ōmori der Präfektur Tokio     | 15. März 1947 Bezirk Ōta der Präfektur Tokio       | 3. Mai 1947 „Sonderbezirk“ | Ōta                     | Ōta                     | Ōta       |
| Iriarai          | Iriarai                 | 1. August 1919 machi    | Iriarai                                                                | 1. Oktober 1932 Eingemeindung in die Stadt Tokio Stadtbezirk Ōmori     | Tokio                  | 1. Juli 1943 Bezirk Ōmori der Präfektur Tokio     | 15. März 1947 Bezirk Ōta der Präfektur Tokio       | 3. Mai 1947 „Sonderbezirk“ | Ōta                     | Ōta                     | Ōta       |
| Ikegami          | Ikegami                 | 1. August 1926 machi    | Ikegami                                                                | 1. Oktober 1932 Eingemeindung in die Stadt Tokio Stadtbezirk Ōmori     | Tokio                  | 1. Juli 1943 Bezirk Ōmori der Präfektur Tokio     | 15. März 1947 Bezirk Ōta der Präfektur Tokio       | 3. Mai 1947 „Sonderbezirk“ | Ōta                     | Ōta                     | Ōta       |
| Magome           | Magome                  | Magome                  | 1. Januar 1928 machi                                                   | 1. Oktober 1932 Eingemeindung in die Stadt Tokio Stadtbezirk Ōmori     | Tokio                  | 1. Juli 1943 Bezirk Ōmori der Präfektur Tokio     | 15. März 1947 Bezirk Ōta der Präfektur Tokio       | 3. Mai 1947 „Sonderbezirk“ | Ōta                     | Ōta                     | Ōta       |
| Chōfu            | Chōfu                   | Chōfu                   | 1. April 1928 machi, Namensänderung Higashi-Chōfu                      | 1. Oktober 1932 Eingemeindung in die Stadt Tokio Stadtbezirk Ōmori     | Tokio                  | 1. Juli 1943 Bezirk Ōmori der Präfektur Tokio     | 15. März 1947 Bezirk Ōta der Präfektur Tokio       | 3. Mai 1947 „Sonderbezirk“ | Ōta                     | Ōta                     | Ōta       |
| Haneda           | 8. Oktober 1907 machi   | Haneda                  | Haneda                                                                 | 1. Oktober 1932 Eingemeindung in die Stadt Tokio Stadtbezirk Kamata    | Tokio                  | 1. Juli 1943 Bezirk Kamata der Präfektur Tokio    | 15. März 1947 Bezirk Ōta der Präfektur Tokio       | 3. Mai 1947 „Sonderbezirk“ | Ōta                     | Ōta                     | Ōta       |
| Kamata           | Kamata                  | 10. Oktober 1922 machi  | Kamata                                                                 | 1. Oktober 1932 Eingemeindung in die Stadt Tokio Stadtbezirk Kamata    | Tokio                  | 1. Juli 1943 Bezirk Kamata der Präfektur Tokio    | 15. März 1947 Bezirk Ōta der Präfektur Tokio       | 3. Mai 1947 „Sonderbezirk“ | Ōta                     | Ōta                     | Ōta       |
| Yaguchi          | Yaguchi                 | Yaguchi                 | 11. Februar 1928 machi                                                 | 1. Oktober 1932 Eingemeindung in die Stadt Tokio Stadtbezirk Kamata    | Tokio                  | 1. Juli 1943 Bezirk Kamata der Präfektur Tokio    | 15. März 1947 Bezirk Ōta der Präfektur Tokio       | 3. Mai 1947 „Sonderbezirk“ | Ōta                     | Ōta                     | Ōta       |
| Rokugō           | Rokugō                  | Rokugō                  | 1. April 1928 machi                                                    | 1. Oktober 1932 Eingemeindung in die Stadt Tokio Stadtbezirk Kamata    | Tokio                  | 1. Juli 1943 Bezirk Kamata der Präfektur Tokio    | 15. März 1947 Bezirk Ōta der Präfektur Tokio       | 3. Mai 1947 „Sonderbezirk“ | Ōta                     | Ōta                     | Ōta       |
| Setagaya         | Setagaya                | 1. April 1923 machi     | 1. Oktober 1932 Eingemeindung in die Stadt Tokio Stadtbezirk Setagaya  | 1. Oktober 1932 Eingemeindung in die Stadt Tokio Stadtbezirk Setagaya  | Tokio                  | 1. Juli 1943 Bezirk Setagaya der Präfektur Tokio  | 3. Mai 1947 „Sonderbezirk“                         | 3. Mai 1947 „Sonderbezirk“ | Setagaya                | Setagaya                | Setagaya  |
| Komazawa         | Komazawa                | 1. Oktober 1925 machi   | 1. Oktober 1932 Eingemeindung in die Stadt Tokio Stadtbezirk Setagaya  | 1. Oktober 1932 Eingemeindung in die Stadt Tokio Stadtbezirk Setagaya  | Tokio                  | 1. Juli 1943 Bezirk Setagaya der Präfektur Tokio  | 3. Mai 1947 „Sonderbezirk“                         | 3. Mai 1947 „Sonderbezirk“ | Setagaya                | Setagaya                | Setagaya  |
| Tamagawa         |                         |                         | 1. Oktober 1932 Eingemeindung in die Stadt Tokio Stadtbezirk Setagaya  | 1. Oktober 1932 Eingemeindung in die Stadt Tokio Stadtbezirk Setagaya  | Tokio                  | 1. Juli 1943 Bezirk Setagaya der Präfektur Tokio  | 3. Mai 1947 „Sonderbezirk“                         | 3. Mai 1947 „Sonderbezirk“ | Setagaya                | Setagaya                | Setagaya  |
| Matsuzawa        |                         |                         | 1. Oktober 1932 Eingemeindung in die Stadt Tokio Stadtbezirk Setagaya  | 1. Oktober 1932 Eingemeindung in die Stadt Tokio Stadtbezirk Setagaya  | Tokio                  | 1. Juli 1943 Bezirk Setagaya der Präfektur Tokio  | 3. Mai 1947 „Sonderbezirk“                         | 3. Mai 1947 „Sonderbezirk“ | Setagaya                | Setagaya                | Setagaya  |